# Petter Näsman
Petter Näsman (i riksdagen kallad Näsman i Näs), född 13 april 1833 i Timrå socken, Västernorrlands län, död där 20 juli 1897, var hemmansägare i Näs i Timrå och ledamot av Sveriges riksdags andra kammare.